# Isaak Gottfried Gödtke
Isaac Gottfried Goedtke (* 12. Dezember 1691 in Conitz, Königlich-Preußen, Königreich Polen; † 6. Juni 1765 ebenda) war ein deutscher Jurist, Bürgermeister von Conitz und Regionalhistoriker.

## Leben
Er war der Sohn des lutherischen Pfarrers in Conitz Christian Goedtke und dessen Ehefrau Elisabeth, geborene Wilke, einer Bürgermeisterstochter der Stadt. Nach dem Besuch der Gymnasien von Thorn (1705) und Danzig (1706) studierte er in  Königsberg Theologie und Philosophie und seit 1713 in Leipzig  und dann auch in Wittenberg die Rechtswissenschaften. In Leipzig hörte er auch Vorlesungen des Historikers Johann Burckhardt Mencke.
Seit 1716 war Goedtke Stadtschreiber (Notarius civitatis) in Conitz. 1736 wurde er Mitglied des Stadtrates, 1738 zweiter Kämmerer, trat aber im selben Jahr davon wieder zurück, und Scholarch. Danach zog er sich zeitweise zurück, wahrscheinlich um sich geschichtlichen Studien zu widmen.
1742 wurde Isaac Gottfried Goedtke zum Bürgermeister und Präsidenten des Stadtrats von Konitz gewählt. Unter seiner Leitung wurden die Stadtkirche, die Schule und das Rathaus wieder aufgebaut, die während der Feuersbrunst von 1742 zerstört worden waren. 1760 trat er in den Ruhestand. 1763 wurde er als königlich-polnischer Hofrat bezeichnet.
Isaac Gottfried Goedtke hat sich um die Regionalgeschichtsforschung in Polnisch-Preußen verdient gemacht, indem er Geschichtsquellen sammelte und die in Kriegswirren zerstörten städtischen Archivalien von Konitz neu ordnete.
In der heutigen Stadt Chojnice gibt es eine Straße ul. Isaaka Gottfryda Goedtke.

## Werke (Auswahl)
Isaac Gottfried Goedtke verfasste Abhandlungen zur Geschichte von Conitz, zur Kirchengeschichte einiger Städte der Umgebung und zu weiteren Themen.
- Ad Virvm Nobilissimvm Atqve Clarissimvm Dominvm Christianum Pfuetznerum Esto-Livonem Philosophiae Magistrvm Et Sacri Ministerii Lvbecensis Candidatvm Dignissimvm Amicvm Svvm Optimvm Epistola Gratvlatoria Eidem Svpremam Dignitatem In Stvdio Sapientiae In Celebri Saxonvm Ad Albim Academia A.O.R. MDCCXV. Prid. Oct. Consecvto Conecia Transmissa A.I.G. Goedtke Phil. Et Ivr. Cvltor, 1715
- Geschichte der Stadt Konitz. 1724.[1]

- Nachricht von den Gelehrten, welche aus der Stadt Conitz des Polnischen Preußens herstammem nach Herrn Hofrath Goedtkens [...], 1724.  1736 erweitert herausgegeben von Johann Daniel Titius (online in der Google-Buchsuche).
- Kirchengeschichte der Stadt Marienburg vom Jahr 1548-1766.  Preußische Provinzial-Blätter, 21. Band, Königsberg 1839; Januar-Heft, S. 15–30 (online);  Februar-Heft, S. 137–153 (online); und März-Heft, S. 254–268 (online).
- Kirchengeschichte der Stadt Stargard, vom Jahre 1577 bis zum Jahre 1758. In: Archiv für vaterländische Interessen. Neue Folge, Jahrgang 1845, Marienwerder 1845, S. 192–212.
- Kirchengeschichte der Stadt Conitz. In: Archiv für vaterländische Interessen. Neue Folge, Jahrgang 1845, Marienwerder 1845, S. 294–323. (auch in Leon Stoltmann: Izaaka Goedtkego "Kościelna historia Chojnic", in: Zeszyty Chojnickie. Nr. 18. 2003. S. 60–77)[2]
- Kirchengeschichte der Stadt Neuteich. In: Archiv für vaterländische Interessen. Neue Folge, Jahrgang 1845, Marienwerder 1845, S. 612–619.
- Kirchengeschichte der Stadt Stum. In: Archiv für vaterländische Interessen. Neue Folge, Jahrgang 1845, Marienwerder 1845, S. 619–633.
- Kirchengeschichte der Stadt  Christburg. In: Archiv für vaterländische Interessen. Neue Folge, Jahrgang 1845, Marienwerder 1845, S. 550–563.
- Kirchengeschichte der Stadt Straßburg. In: Archiv für vaterländische Interessen. Neue Folge, Jahrgang 1845, Marienwerder 1845, S. 689–712.
- Kirchengeschichte der Stadt Schöneck. In: Archiv für vaterländische Interessen. Neue Folge, Jahrgang 1845, Marienwerder 1845, S. 763–777.
- Kirchengeschichte der Stadt Mewa. In: Archiv für vaterländische Interessen. Neue Folge, Jahrgang 1845, Marienwerder 1845, S. 746–763.
- Kirchengeschichte der Stadt Friedland. In: Archiv für vaterländische Interessen oder Preußische Provinzial-Blätter, Neue Folge, August-Heft, Marienwerder 1845, S. 855–866  (Google Books).
- Kirchengeschichte der Stadt Hammerstein. In: Archiv für vaterländische Interessen oder Preußische Provinzial-Blätter, Neue Folge, August-Heft, Marienwerder 1845, S. 867–876  (Google Books).